# Формула-1 — Гран-прі Азербайджану 2025
Гран-прі Азербайджану 2025 (офіційно — Formula 1 Qatar Airways Azerbaijan Grand Prix 2025) — автоперегони чемпіонату світу з Формули-1, які відбудуться 21 вересня 2025 року. Гонка буде проведена на вуличній трасі Баку в Баку, Азербайджан. Це сімнадцятий етап Чемпіонату світу та восьме Гран-прі Азербайджану в історії.

## Розклад (UTC+3)
| Дата       | Подія           | Час           |
| ---------- | --------------- | ------------- |
| 19 вересня | Вільний заїзд 1 | 11:30 - 12:30 |
| 19 вересня | Вільний заїзд 2 | 15:00 - 16:00 |
| 20 вересня | Вільний заїзд 3 | 11:30 - 12:30 |
| 20 вересня | Кваліфікація    | 15:00 - 16:00 |
| 21 вересня | Перегони        | 14:00         |
| Джерело:   |                 |               |